# 维利·黑尔帕赫
维利·胡戈·黑尔帕赫（德語：Willy Hugo Hellpach，1877年2月26日—1955年7月6日），是魏玛德国时期民主党政治家、心理学家。赫尔帕奇曾于1925年代表民主党参加了总统选举，但只获得5.8%的选票。他于1928年至1930年期间担任国会议员，之后便退出了政界。